# Kaprije
Kaprije (italsky Capri) je malý ostrov v Jaderském moři. Je součástí Chorvatska, leží v Šibenicko-kninské župě a je součástí Šibenického souostroví. V roce 2011 žilo na celém ostrově 189 obyvatel, všichni ve stejnojmenné vesnici na jihozápadě ostrova. Příjmy zdejších obyvatel tvoří především turismus, rybolov a zemědělství.
Většími sousedními ostrovy jsou Kakan a Zmajan, nejbližší obydlený ostrov je Žirje. Kolem Kaprije se též nacházejí ostrůvky Prčevac, Dupinić Mali, Dupinić Veli, Bavljenac, Oštrica, Kraljak, Mišljak Veli, Politrenica, Ravan, Kamešnjak Mali, Kamešnjak Veli, Borovnjak Mali a Borovnjak Veli.